# Station Farciennes
Station Farciennes is een spoorwegstation langs spoorlijn 130 (Namen - Charleroi) in de gemeente Farciennes. Het is nu een stopplaats.

## Treindienst
| Serie       | Treinsoort               | Route                                            | Bijzonderheden                                            |
| ----------- | ------------------------ | ------------------------------------------------ | --------------------------------------------------------- |
| S 61        | S-trein Charleroi (NMBS) | Waver – Charleroi-Centraal – Farciennes – Jambes | Rijdt in de week 2×/u tussen Jambes - Charleroi-Centraal. |
| P 7780/8780 | Piekuurtrein (NMBS)      | Charleroi-Centraal – Farciennes – Namen – Jambes | Rijdt alleen op werkdagen. Een trein tot Jambes.          |

## Reizigerstellingen
De grafiek en tabel geven het gemiddeld aantal instappende reizigers weer op een week-, zater- en zondag.
| Tabel: aantal instappende reizigers station Farciennes | Tabel: aantal instappende reizigers station Farciennes | Tabel: aantal instappende reizigers station Farciennes | Tabel: aantal instappende reizigers station Farciennes |
|                                                        | Weekdag                                                | Zaterdag                                               | Zondag                                                 |
| ------------------------------------------------------ | ------------------------------------------------------ | ------------------------------------------------------ | ------------------------------------------------------ |
| 1977                                                   | 648                                                    | 216                                                    | 171                                                    |
| 1978                                                   | 651                                                    | 217                                                    | 178                                                    |
| 1979                                                   | 582                                                    | 186                                                    | 156                                                    |
| 1980                                                   | 538                                                    | 206                                                    | 136                                                    |
| 1981                                                   | 511                                                    | 128                                                    | 140                                                    |
| 1982                                                   | 370                                                    | 149                                                    | 115                                                    |
| 1983                                                   | 403                                                    | 112                                                    | 122                                                    |
| 1984                                                   | 359                                                    | 78                                                     | 51                                                     |
| 1985                                                   | 345                                                    | 62                                                     | 67                                                     |
| 1986                                                   | 390                                                    | 84                                                     | 51                                                     |
| 1987                                                   | 272                                                    | 70                                                     | 37                                                     |
| 1988                                                   | 358                                                    | 71                                                     | 45                                                     |
| 1989                                                   | 267                                                    | 68                                                     | 19                                                     |
| 1990                                                   | 198                                                    | 36                                                     | 25                                                     |
| 1991                                                   | 206                                                    | 37                                                     | 30                                                     |
| 1992                                                   | 217                                                    | 38                                                     | 28                                                     |
| 1993                                                   | 205                                                    | 51                                                     | 24                                                     |
| 1994                                                   | 201                                                    | 48                                                     | 28                                                     |
| 1995                                                   | 194                                                    | 35                                                     | 29                                                     |
| 1996                                                   | 210                                                    | 25                                                     | 19                                                     |
| 1997                                                   | 210                                                    | 34                                                     | 28                                                     |
| 1998                                                   | 165                                                    | 32                                                     | 28                                                     |
| 1999                                                   | 192                                                    | 38                                                     | 22                                                     |
| 2000                                                   | 220                                                    | 60                                                     | 34                                                     |
| 2001                                                   | 158                                                    | 25                                                     | 16                                                     |
| 2002                                                   | 204                                                    | 38                                                     | 22                                                     |
| 2003                                                   | 155                                                    | 26                                                     | 20                                                     |
| 2004                                                   | 162                                                    | 30                                                     | 26                                                     |
| 2005                                                   | 171                                                    | 36                                                     | 22                                                     |
| 2006                                                   | 145                                                    | 22                                                     | 20                                                     |
| 2007                                                   | 136                                                    | 17                                                     | 13                                                     |
| 2008                                                   | -                                                      | -                                                      | -                                                      |
| 2009                                                   | 150                                                    | 17                                                     | 16                                                     |
| 2010                                                   | -                                                      | -                                                      | -                                                      |
| 2011                                                   | -                                                      | -                                                      | -                                                      |
| 2012                                                   | 178                                                    | 20                                                     | 26                                                     |
| 2013                                                   | 113                                                    | 31                                                     | 21                                                     |
| 2014                                                   | 125                                                    | 23                                                     | 21                                                     |
| 2015                                                   | 116                                                    | 26                                                     | 33                                                     |
| 2016                                                   | 116                                                    | 29                                                     | 25                                                     |
| 2017                                                   | 136                                                    | 24                                                     | 28                                                     |
| 2018                                                   | 173                                                    | 40                                                     | 27                                                     |
| 2019                                                   | 165                                                    | 25                                                     | 25                                                     |
| 2020                                                   | 120                                                    | 76                                                     | 56                                                     |
| 2021                                                   | -                                                      | -                                                      | -                                                      |
| 2022                                                   | 155                                                    | 43                                                     | 45                                                     |
| 2023                                                   | 251                                                    | 66                                                     | 63                                                     |
| 2024                                                   | 231                                                    | 111                                                    | 83                                                     |

0,0: Namen ·
3,2: Ronet ·
4,8: Flawinne ·
8,6: Floreffe ·
10,9: Franière ·
13,5: Mornimont ·
14,4: Moustier ·
16,2: Ham-sur-Sambre ·
16,7: Jemeppe-sur-Sambre ·
19,3: Auvelais ·
21,4: Tamines ·
23,7: Aiseau ·
25,5: Tergnée ·
26,4: Farciennes ·
27,5: Le Campinaire ·
28,6: Pont-de-Loup ·
29,8: Châtelet ·
32,6: Couillet-Montignies ·
33,9: Couillet ·
36,6: Charleroi-Central